# Hipsípile

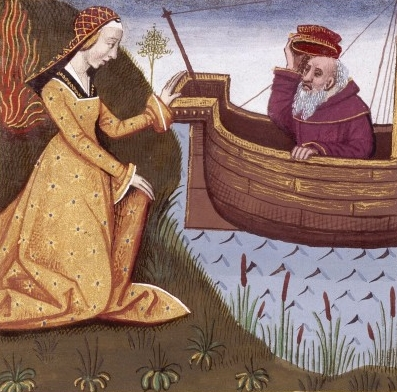
Hipsípile salva a Toant

Segons la mitologia grega, Hipsípile (en grec antic Ὑψιπύλη), fou una reina de Lemnos, filla de Toant i de Mirina. Era neta de Dionís i Ariadna per part de pare i per part de mare era descendent de Creteu i, per tant, d'Èol.
Com que les dones de Lemnos havien descurat el culte a Afrodita, la dea se'n venjà fent que els seus marits els fossin infidels amb esclaves estrangeres, però elles es revoltaren i varen matar tots els homes de l'illa. Hipsípile, però, salvà el seu pare Toant, amagant-lo en un cofre que va llançar al mar. Com que era filla de l'antic rei, Hipsípile va ser escollida reina per les lèmnies. Al cap d'un temps, els argonautes arribaren a Lemnos i les dones els van acollir amistosament amb l'esperança de tindre'n fills. Hipsípile va hostatjar Jàson i en va esdevenir amant. Es van organitzar uns jocs fúnebres en honor de Toant, que oficialment era mort, i de tots els habitants de Lemnos que havien estat assassinats. De les relacions d'Hipsípile amb Jàson, varen néixer Euneu i Nebròfon.
Quan els argonautes havien marxat, les altres dones van saber que Toant s'havia salvat de la matança, i van voler assassinat Hipsípile, perquè ho consideraven una traïció. Ella hagué de fugir del seu regne i va ser capturada per uns pirates i venuda a Licurg, rei de Nemea, que la posà com a nodrissa del seu fill Ofeltes. Quan van passar els set Cabdills que anaven a conquerir Tebes, li van demanar que els indiqués una font on poguessin beure. Hipsípile va relaxar la vigilància del nen i aquest va morir ofegat per una serp monstruosa. Licurg la condemnà a mort, però van aparèixer allà els dos fills d'Hipsípile que buscaven la seva mare i van suplicar a Licurg. Amfiarau, un dels set Cabdills, va calmar el rei, i va obtenir-ne la promesa que deixaria tornar a Lemnos a Hipsípile i els seus fills, cosa que van fer.